# Filipe I de França
Filipe I (Champagne-et-Fontaine, 23 de maio de 1052 – Melun, 29 de julho de 1108), também chamado de Filipe, o Amoroso, foi o Rei dos Francos de 1060 até sua morte. Era filho do rei Henrique I e Ana de Quieve, ascendendo ao trono com apenas oito anos. Durante seu reinado, a monarquia começou a recuperar-se do ponto baixo que alcançou durante o reinado de seu pai e Filipe conseguiu anexar os territórios de Vexin e Bourges.

## Subida ao trono
Filho de Henrique I de França e Ana de Quieve, foi o primeiro príncipe da Europa ocidental com o, na época exótico, prenome de Filipe. A avó materna da sua mãe era descendente da dinastia macedónica do Império Bizantino, que afirmava remontar a Alexandre, o Grande e a Filipe II da Macedónia, e na qual este nome era comum.
Filipe foi coroado em Reims a 23 de Maio de 1059, na presença de seu pai. Com a morte do seu pai em 4 de Agosto de 1060, subiu ao trono e o primeiro condestável da França seria nomeado nesse mesmo ano. Só reinaria sozinho a partir de 1066, ao atingir a maioridade. A sua mãe, e depois o seu tio Balduíno V, conde da Flandres, assistido pelo arcebispo Gervásio de Reims, exerceram a regência desde a morte de Henrique I. Conforme o costume do seu tempo, seria coroado várias vezes durante o seu reinado: em 25 de Dezembro de 1071, pelo bispo Elinando de Laon, na catedral dessa cidade, em 16 de Maio de 1098 em Tours e em 25 de Dezembro de 1100 em Reims.

## Domínios reais
Durante o seu reinado, delinearam-se as grandes tendências da política dos soberanos capetianos do século XII: assegurar uma base concreta do poder real, por meio da consolidação do domínio real, e conter os vassalos mais poderosos. Para aumentar os domínios da coroa, tomou os territórios de parte de Vermandois, Gâtinais (1068), Vexin francesa (1077), viscondado de Bourges e o senhorio de Dun-le-Roi (1101). Desenvolveu a administração real e, para assegurar as receitas da coroa, dispôs dos bens da Igreja e vendeu cargos eclesiásticos, o que atraiu a fúria dos reformadores gregorianos.

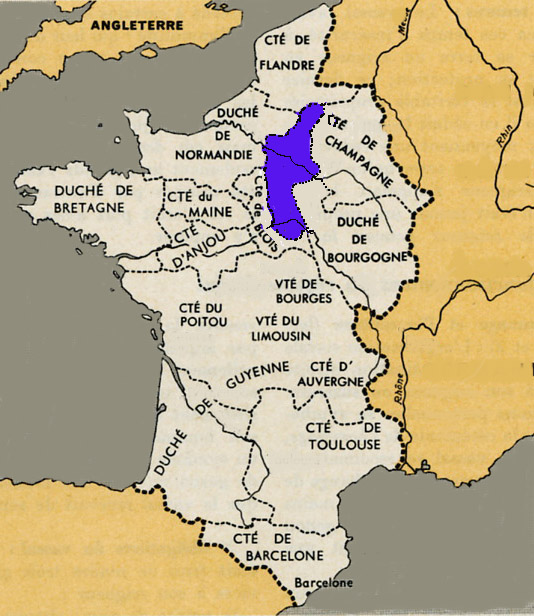
Domínios da coroa francesa no final do século X (em azul)

Em 1071, sustentou a causa de Riquilda e Arnulfo, a viúva e o filho de Balduíno VI, conde da Flandres, contra o seu cunhado e tio Roberto. Filipe foi derrotado na batalha de Cassel em Fevereiro, na qual o herdeiro Arnulfo morreu. Mas conseguiu tomar Saint-Omer em março e acordar uma paz com Roberto, que foi reconhecido conde da Flandres.

## Conflito com Guilherme o Conquistador
Durante a maior parte do seu reinado, Filipe I lutou para diminuir o poder do seu mais importante vassalo, Guilherme o Conquistador, duque da Normandia e rei da Inglaterra a partir de 1066. Para isto, contou com o apoio de Fulque IV, conde de Anjou e de Roberto I da Flandres, que se sentiam também ameaçados por este vizinho demasiadamente poderoso. A fim de consolidar a sua aliança com a Flandres, casou-se com Berta da Holanda (ca. 1055 - 1094), filha do conde Florent I da Holanda e de Gertrude de Saxe.
Filipe infligiu uma grave derrota a Guilherme perto de Dol-de-Bretagne, em 1076. No ano seguinte, reforçado pela vitória, tomou a Vexin francesa de Simon de Crépy, filho do terceiro esposo de Ana de Quieve, que se tornou monge das castelarias de Mantes e de Pontoise.
Guilherme I de Inglaterra renunciou à Bretanha e acordou uma paz com o rei francês, que mesmo assim se manteve preocupado com a ameaça anglo-normanda. Através de uma política continuada pelos seus sucessores, esforçou-se em desenvolver dissensões na família d'o Conquistador.
Em 1078 a França tomou o partido de Roberto II da Normandia, o primogénito de Guilherme, quando este se revoltou contra o pai. Depois de lhe ter confiado a guarda do castelo de Gerberoy, nos arredores de Beauvais, Filipe terá mudado de aliado. No ano seguinte preparou-se para cercar o castelo juntamente com Guilherme, que se feriu na operação. Pouco depois, Roberto obteve o ducado da Normandia. O rei capetiano recebeu por recompensa a vila de Gisors na margem direita do rio Epte.

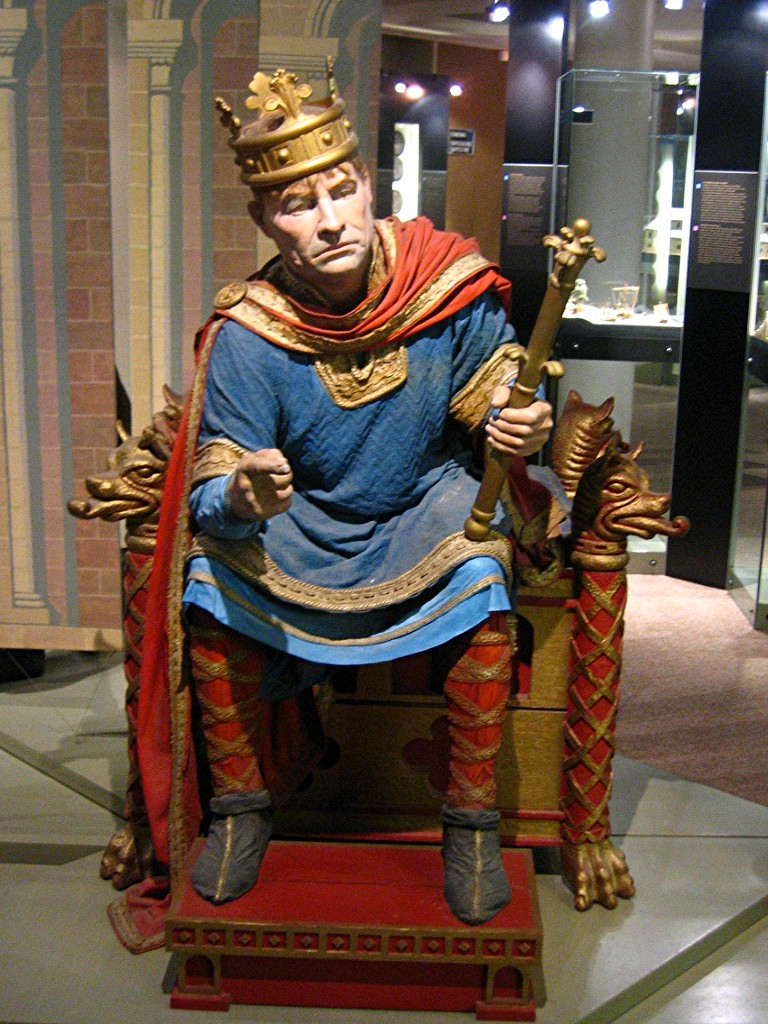
Representação de Guilherme o Conquistador na sua coroação, no museu de Bayeux

Depois da morte de Guilherme I da Inglaterra, a 9 de Setembro de 1087, mesmo com Roberto II da Normandia tentando tomar a Vexin francesa a Filipe, este ajudou-o a tentar recuperar o trono da Inglaterra que o seu irmão, Guilherme II da Inglaterra, herdara. O novo monarca inglês tentaria, como represália, tomar também a Vexin entre 1097 e 1099, mas falhou nas três campanhas sucessivas.

## Excomunhão

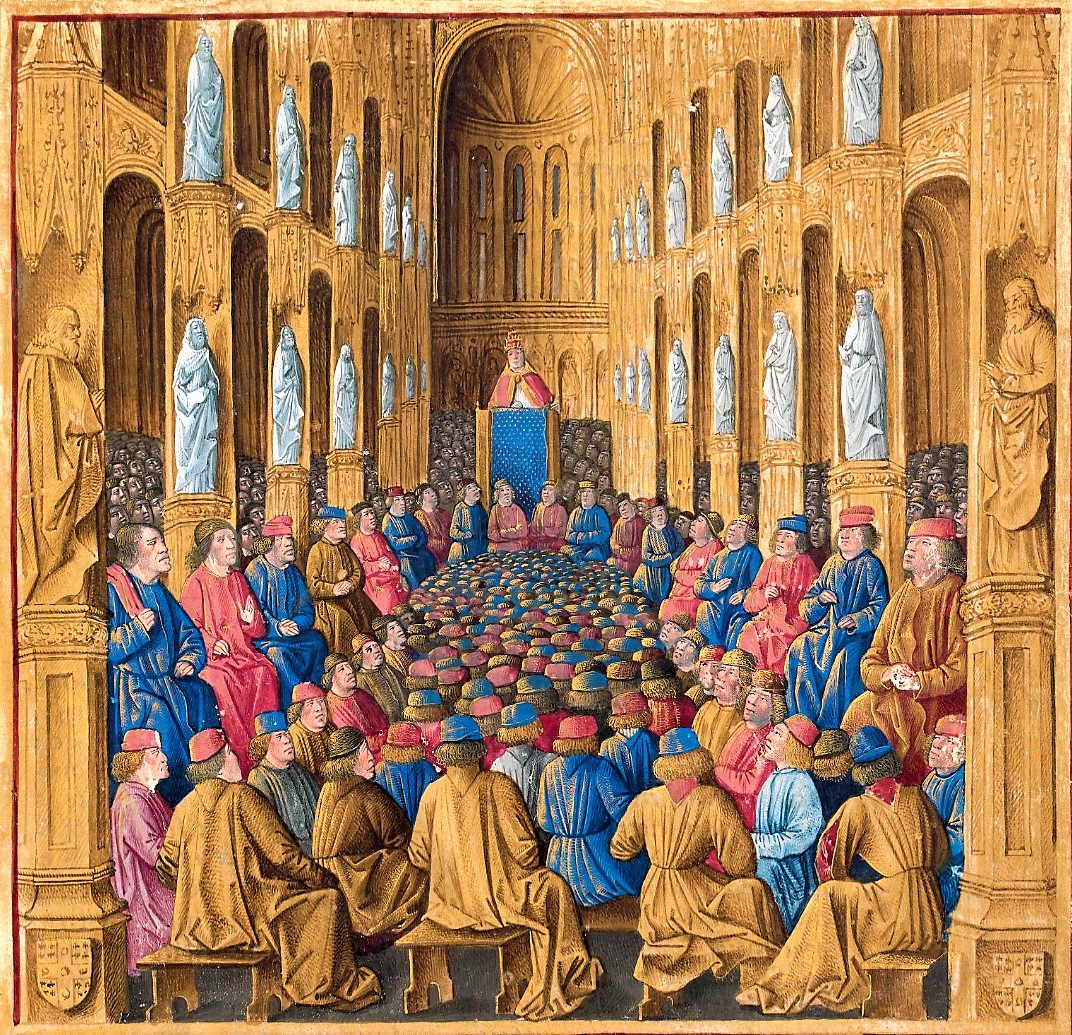
Papa Urbano II no concílio de Clermont. Iluminura do Livre des Passages d'Outre-mer, de ca. 1490, na Biblioteca Nacional de França.

Na Primavera de 1092, Filipe enamorou-se de Bertranda de Monforte (ca. 1061 - 1117), esposa de Fulque IV, conde de Anjou. Repudiou Berta da Holanda e casou-se em segundas núpcias com Bertranda a 27 de Maio de 1092. A 16 de Outubro de 1094, o concílio de 32 bispos em Autun pronunciou a excomunhão do rei.
Chegado a França para retomar a reforma gregoriana e excomungar novamente o rei, a 27 de Novembro de 1095 o papa Urbano II pregou a Primeira cruzada no concílio de Clermont. Declarado anátema, Filipe não participou das cruzadas, apesar de o seu irmão Hugo I de Vermandois ter sido um dos principais intervenientes, juntamente com Raimundo IV de Toulouse.
Depois de associar o seu filho Luís à coroa em 1098, deixou-o encarregado das operações no terreno. Depois de uma controvérsia sobre o bispado de Beauvais, entre 1100 e 1104, Filipe reconciliou-se com o papado e foi absolvido em 1104. Em 1107, o papa Pascoal II deslocou-se à França, onde se encontrou com o rei e o herdeiro da coroa em Saint-Denis. Seria assim selada por um século a aliança entre o reino da França e o papado contra o Sacro Império Romano-Germânico.
A 29 de Julho de 1108, Filipe I morreu no castelo real de Melun depois de quarenta e oito anos de reinado, o terceiro mais longo da história da França. Devido aos pecados que cometera durante a sua vida, não quis ser sepultado ao lado dos seus ancestrais na basílica de Saint-Denis, mas sim na abadia de Fleury em Saint-Benoît-sur-Loire. Seria sucedido pelo seu filho Luís VI de França, cognominado o Gordo, de 29 anos de idade. A sua esposa Bertranda de Monforte tomou o véu aos 38 anos na abadia de Fontevraud.

## Casamentos e descendência

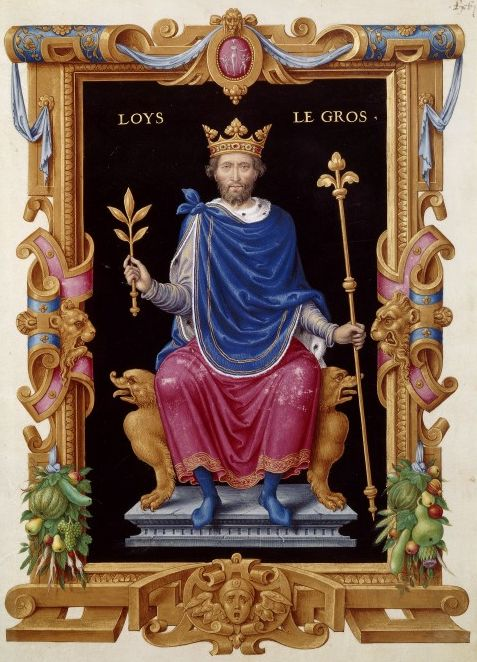
Representação de Luís VI na Biblioteca Nacional de França

Do primeiro casamento com Berta da Holanda (1055 - 1094), filha de Floris I da Holanda (1017 - 28 de junho de 1061) e de Gertrudes da Saxónia (1035 - 4 de agosto de 1113), nasceramː
1. Constança de França (1078 - 1124), casada com Hugo I de Blois, conde de Champagne em 1097 e, depois da separação, com Boemundo I de Antioquia príncipe de Antioquia em 1106;
2. Luís VI de França (1 de Dezembro de 1081 — 1 de Agosto de 1137), cognominado o Gordo, foi rei dos Francos de 1108 até à sua morte;
3. Henrique de França, (n. 1083), príncipe de França, morreu jovem;
4. Carlos de França (n. 1085), príncipe de França e abade em Charlieu, no Loire;
5. Odo de França (1087 - 1096), morreu jovem.

Depois de repudiar a primeira esposa, Filipe casou-se em segundas núpcias com Bertranda de Monforte (1070 - 1117), filha de Simão I de Monforte (1030 - 1087) e de Inês de Évreux (1035 -?), de quem nasceram:
1. Filipe de França (ca. 1093 - depois de 1129), conde de Mantes;
2. Fleury de França (ca. 1093 - ca. 1147), senhor de Nangis;
3. Cecília de França (ca. 1097 - depois de 1145), princesa de França, casada com Tancredo da Galileia, príncipe da Galileia e depois com Pôncio de Trípoli, conde de Trípoli.